# La Ginebrosa
La Ginebrosa (aragónul La Chinebrosa) település Spanyolországban, Teruel tartományban. La Ginebrosa Alcorisa, Aguaviva, Torrevelilla, La Cañada de Verich, La Cerollera, Torre de Arcas, Foz-Calanda, Calanda, Zorita del Maestrazgo és Mas de las Matas községekkel határos. Lakosainak száma 196 fő (2024).

## Népesség
A település népessége az utóbbi években az alábbiak szerint változott:
| Lakosok száma | 249  | 240  | 239  | 224  | 216  | 206  | 197  | 194  | 200  | 196  |
|               | 2001 | 2004 | 2007 | 2009 | 2012 | 2014 | 2017 | 2019 | 2022 | 2024 |